# René Savoie
René Savoie (9. února 1896 – ?) byl švýcarský reprezentační hokejový brankář.
V roce 1920 byl členem Švýcarského hokejové týmu, který skončil poslední, respektive na děleném pátém místě na Letních olympijských hrách. O čtyři roky později, byl na první zimní olympiádě členem týmu, který se spolu s belgickým týmem dělil o poslední sedmé místo.